# Gnetum neglectum
Gnetum neglectum là một loài thực vật hạt trần trong họ Gnetaceae. Loài này được Blume mô tả khoa học đầu tiên năm 1849.